# 沙特奈马什龙
沙特奈马什龙（法語：Chatenay-Mâcheron，法語發音：[ʃatnɛ maʃʁɔ̃]）是法国上马恩省的一个市镇，属于朗格勒区。

## 地理
沙特奈马什龙（47°50'46"N, 5°24'9"E）面积6.1 平方千米，位于法国大東部大區上马恩省，该省份为法国东北部内陆省份，北起马恩省和默兹省，西接奥布省，西南接科多尔省，东南接上索恩省，东临孚日省。
与沙特奈马什龙接壤的市镇（或旧市镇、城区）包括：朗格勒、佩涅、圣莫里斯、马恩河畔圣瓦利耶。

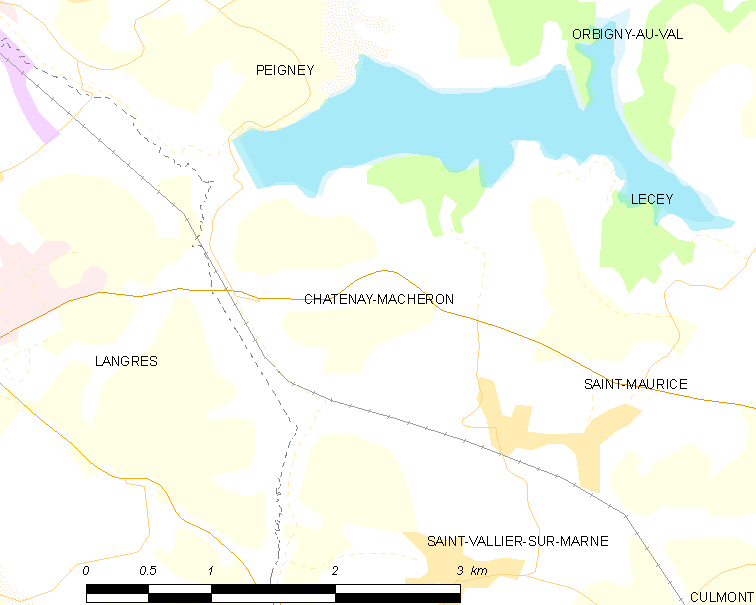
沙特奈马什龙的OSM定位图

沙特奈马什龙的时区为UTC+01:00、UTC+02:00（夏令时）。

## 行政
沙特奈马什龙的邮政编码为52200，INSEE市镇编码为52115。

## 政治
沙特奈马什龙所属的省级选区为朗格勒县。

## 人口

1962-2008年间沙特奈马什龙人口变化图示

沙特奈马什龙于2022年1月1日时的人口数量为96人。